# Uffington (Oxfordshire)
Pour les articles homonymes, voir Uffington.
Uffington est une paroisse civile et un village de l'Oxfordshire, en Angleterre.